# 統一社会党 (フランス)
統一社会党（とういつしゃかいとう / フランス語: Parti Socialiste Unifié）は1960年結党のフランスの社会主義政党。略称は「PSU」。

## 概要
ド＝ゴール政権による憲法改正を背景に、ド＝ゴールとの協調姿勢をとるSFIO主流派を批判する左翼反対派によって結成され、1960年代後半にはミシェル・ロカール指導部のもとで新左翼的な路線を採り、五月革命期に学生・労働者などの支持を拡大した。

## 沿革
1958年、ド＝ゴールがアルジェでの反乱をきっかけに政界に復帰して首相となり、憲法改正の是非を問う国民投票を提案すると、これをめぐって社会党（SFIO）および社会主義勢力の対応は二分されることとなった。すなわち、ギー・モレ書記長率いるSFIO主流派が第五共和国憲法制定を支持した（翌1959年にはギー・モレがド＝ゴール内閣に参加）のに対し、エドゥアール・デプルー（Édouard Depreux）やヴェルディエらは主流派に反発して離党し自治社会党（PSA / Parti Socialiste Autonome）を結成した。その後、自治社会党は同じく1957年末にSFIOから分裂して結成されていた社会主義左翼連合（UGS / Union de la Gauche Socialiste）、および1956年のハンガリー動乱をきっかけにフランス共産党を離脱した共産主義者グループと合同し1960年統一社会党（PSU）を結成した。
1961年には急進党を離党した元首相のマンデス＝フランス、元SFIO幹部であったアラン・サヴァリ（Alain Savary）が入党し、全国書記のデプルーとともに指導部を形成した。1965年の大統領選挙ではPSUはSFIOおよび共産党に協力、左派の統一候補であるフランソワ・ミッテランの善戦に貢献した。1967年にはミシェル・ロカールが第2代の全国書記に就任し、サヴァリが離党して左翼革新クラブ連合（UCRG / Union des Clubs pour le Renouveau de la Gauche）を結成するなど指導部の交代が見られた。
1968年の五月革命ではSFIO・共産党などの既成左翼勢力が有効な展望を示しえず勢力を伸ばせなかったのに対し、PSUは学生運動からの支持を集め党勢を拡大した。同年の大統領選挙ではPSUの独自候補としてロカールが立ち3.6％を得票した。こののちPSUはロカールの指導のもと、新しい社会党（PS）との協調路線を放棄し独自の自主管理社会主義による綱領を採択した。1974年の大統領選挙でPSUは再び社会党のミッテラン候補を支持したが、これはPSUの支持者からの大きな反発に直面し、PSUはミッテランの「左翼共通綱領」に合意することができなかった。このため、ロカールら党幹部の多数はPSUを離党し社会党に合流した。
1989年、PSUはPierre Juquin率いる新左翼グループと合同して赤と緑のオルタナティヴ（AREV / Alternative Rouge et Verte）を結成した（その後Les Alternatifsに改組され現在に至る）。